# Championnats d'Asie de cross-country 2005
Navigation
Édition précédente Édition suivante
Les 8e championnats d'Asie de cross-country ont eu lieu en 2005 à Guiyang en Chine sous l'égide de l'Association asiatique d'athlétisme. 676 athlètes ont participé aux 4 courses organisés.

## Faits marquants
La Chine à domicile gagne haut la main ces championnats en trustant les podiums : elle obtient 7 médailles d'or sur huit en ne perdant que la course homme par équipe.

## Résultats

### Hommes
| Épreuve    | Or                   | Argent                    | Bronze                        |
| Individuel | Han Gang 37 min 31 s | Zhang Yunshan 37 min 35 s | Ahmed Jumah Jaber 37 min 35 s |
| Par équipe | Qatar 16 points      | Chine 16 points           | Iran 24 points                |

| Épreuve    | Or                        | Argent                     | Bronze                 |
| Individuel | Lin Xiangqian 25 min 24 s | Zhang Wenliang 25 min 37 s | Yuji Saito 25 min 44 s |
| Par équipe | Chine 11 points           | Japon 13 points            | Iran 29 points         |

### Femmes
| Épreuve    | Or                   | Argent                   | Bronze                    |
| Individuel | Li Helan 21 min 12 s | Rina Fujioka 21 min 15 s | Chen Xiaofang 21 min 17 s |
| Par équipe | Chine 8 points       | Japon 16 points          | Inde 28 points            |

| Épreuve    | Or                     | Argent                    | Bronze                   |
| Individuel | Zhu Yanmei 14 min 00 s | Akie Oshiyama 14 min 04 s | Wang Shijuan 14 min 09 s |
| Par équipe | Chine 10 points        | Japon 11 points           | Singapour 37 points      |

## Table des médailles
| Rang  | Nation    | Or | Argent | Bronze | Total |
| ----- | --------- | -- | ------ | ------ | ----- |
| 1     | Chine     | 7  | 3      | 2      | 12    |
| 2     | Qatar     | 1  | 0      | 1      | 2     |
| 3     | Japon     | 0  | 5      | 1      | 6     |
| 4     | Iran      | 0  | 0      | 2      | 2     |
| 5     | Inde      | 0  | 0      | 1      | 1     |
| 5     | Singapour | 0  | 0      | 1      | 1     |
| Total | Total     | 8  | 8      | 8      | 24    |